# مقاطعة بيدفورد (تينيسي)
مقاطعة بيدفورد (بالإنجليزية: Bedford County, Tennessee)‏ هي إحدى مقاطعات ولاية تينيسي في الولايات المتحدة. تأسست سنة 1807، وتبلغ مساحتها 1230 كم2، بلغ عدد سكانها 45573 نسمة في عام 2010 حسب إحصاء مكتب تعداد الولايات المتحدة وتصل الكثافة السكانية فيها 31 نسمة/كم2.

## أعلام
- نورمان ديفيس
- جون إتش فيريل
- جيمس باتريك سوتون
- ريتشارد هوستون دودلي
- سومنر أرشيبالد كونينغهام

## وصلات خارجية
- http://www.bedfordcountytn.org/